# Unna
Unna /ˈʊna/ è una città di 58 911 abitanti della Renania Settentrionale-Vestfalia, in Germania.
È il capoluogo, ma non il centro maggiore, del circondario (Kreis) omonimo.
Unna si fregia del titolo di "Grande città di circondario" (Große kreisangehörige Stadt).
Il suo territorio comprende quello degli ex comuni di Afferde, Billmerich, Hemmerde, Kessebüren, Lünern, Massen, Mühlhausen, Siddinghausen, Stockum, Uelzen e Westhemmerde, soppressi il 1º gennaio 1968.

## Infrastrutture e trasporti
Unna è capolinea della linea S4 della S-Bahn Reno-Ruhr.

## Amministrazione

### Gemellaggi
La città è gemellata con:
- Waalwijk, dal 1968
- Enkirch, dal 1969
- Palaiseau, dal 1969
- Döbeln, dal 1989
- Ajka, dal 1990
- Pisa, dal 1996